# ابغرمويية (دهسرد)
ابغرمويية (بالفارسية: ابگرموییه) هي قرية تقع في إيران في قسم دهسرد الريفي.